# Club Atlético Chaco For Ever
El Club Atlético Chaco For Ever es una entidad deportiva de la ciudad de Resistencia, Chaco, Argentina. Actualmente juega en la Primera Nacional, segunda categoría del fútbol argentino. También participa en la Liga Chaqueña de Fútbol. Fue fundado el 27 de julio de 1913, como un desmembramiento de socios del Club Atlético Sarmiento, con el que conforman la rivalidad más popular de la provincia.
La etapa más exitosa del club fue entre los años 1989 y 1991, cuando permaneció dos temporadas en Primera División tras coronarse campeón del Campeonato Nacional B 1988-89. Entre 2001 y 2010, la institución estuvo intervenida para evitar una quiebra. En 2013 logró el ascenso al Torneo Argentino A tras 13 años. El 5 de diciembre de 2021 obtuvo el ascenso a la Primera Nacional luego de vencer en la final por el segundo ascenso a Gimnasia y Tiro de Salta por 1 a 0.

## Historia

### Orígenes
El viernes 27 de julio de 1913 un grupo de socios se separó del Club Atlético Sarmiento y tuvieron la idea de fundar una nueva Institución. Entre sus principales promotores estaban Alfredo López Lotero, Humberto Brignole y Justino Soto.
La idea generalizada era imponer un nombre agradable al club, adecuado y que revelase un mensaje perdurable en el tiempo. En aquel entonces trabajaba en la municipalidad un señor de origen inglés conocido como “Mister King”, que conversando en rueda de amigos con los fundadores, sugirió bautizarlo For Ever, que en idioma inglés significa “por siempre”. Y se optó por ese nombre en reemplazo de San Fernando.
Un estudiante de derecho, de apellido Maistegui, practicante de fútbol, en una oportunidad se presentó a jugar con una casaca a rayas negras y blancas, que pertenecía al Club Atlético Estudiantes de Capital Federal (hoy en la localidad bonaerense de Caseros). El atuendo impactó a los hombres de Chaco For Ever que desde ese instante adoptaron la indumentaria. A esos colores de alguna manera, los fundadores del club los terminaron relacionando con los dos productos más representativos en ese entonces, de la riqueza económica del Chaco: el blanco del algodón y el negro del carbón vegetal.
Su primera cancha se situaba en el terreno delimitado por las calles Colón, Ameghino, Moreno y la Avenida San Martín (donde hoy está emplazada la actual Plaza España), hasta que en 1960 se inauguró el estadio sobre la avenida 9 de Julio. Inicialmente con gradas de madera, con el paso de los años se fue modernizando hasta inaugurar las tribunas de cemento actuales.
En 1967, consiguió ascender a la élite del fútbol argentino, al conquistar el Torneo Regional 1967, luego de derrotar en la final a Racing de Córdoba y obtener una de las cuatro plazas para el Nacional. En este torneo, se convirtió también en el primer club del interior en disputar un partido oficial con el Club Atlético Boca Juniors, visitando el estadio de este último, La Bombonera. Si bien, el resultado terminó 3-1 a favor del elenco local, la historia ya estaba escrita para For Ever. En aquella tarde histórica, el Albinegro presentó a: Ramón Villanueva, Julio Miranda, Julio Silgueiro, Oscar Pyszizek, Roberto Cassiet, Leonardo Rotger, Julio Cubillas, Antonio López, Hugo Villagra, Santiago Fernández y Porfirio Cáceres. Integraba el banco de suplentes Andres Ferrari y dirigía tácticamente, Héctor Gamarra.

### Torneo Nacional en la década de 1970
En los años '70 participó activamente en el Torneo Nacional de Primera División venciendo a Ferro Carril Oeste 2-0. El comienzo del Nacional 1973, fue muy auspicioso para Chaco For Ever ya que había goleado a Colón 4-1, luego venció ajustadamente a Independiente de Rivadavia, y logró un empate ante Kimberley en Mar del Plata que lo dejó puntero de su zona. En la 4.ª fecha llegaba a Resistencia Rosario Central. El partido se jugó el domingo 21 de Octubre, a cancha llena. La visita se puso en ventaja con gol de su ídolo Aldo Poy, pero al minuto lo empató Palavecino para For Ever. En el segundo tiempo los rosarinos se llevaron la victoria a través de un gol de Arico, lo que terminó con el invicto y la pérdida de la punta para el Albinegro. Para los canallas jugaron entre otros, Carlos Biasutto, J. González, Daniel Killer, Carlos Aimar, Eduardo Solari, dirigidos por Carlos Timoteo Griguol, una alineación histórica. Luego llegaría la derrota ante Boca en la Bombonera. El Albinegro formó con: Ramón "changa" Villanueva, Juan Valentín González, Jose Ramón "el flaco" Ayala (Héctor Isaac Rodríguez), Ricardo Alberto Romero, Atiliano González, Marcos Oribe Fretes, Pablo Daniel Cáceres, Julio César Di Meola, Oscar Angel Palavecino, Orlando Enrique Genolet (Oveja C. Ebel) y Miguel Ángel Vargas. DT: José Lestani.
Por la 3ª fecha enfrentaba al azulgrana de Mar del Plata, en un campo pesado luego de una lluvia torrencial que persistió durante el cotejo. Luego del pitazo inicial del juez R. Galve, el Albinegro salió atacar y tuvo su premio a los 21 luego de un disparo violento de Medina que pego en el poste y se metió en la valla visitante. A los 36 aumentó Suárez luego de rematar desde el suelo, y promediando la segunda parte Lugo sentenció el 3-0 final; gran victoria del Negro que lo posicionaba en los puestos de arriba de la tabla.
Una de las mejores campañas de Chaco For Ever, como local en los viejos Nacionales se registró en 1974, donde disputó 9 cotejos y solo perdió en una ocasión ante Deportivo Mandiyú por 1-2. En aquel campeonato enfrentó a grandes equipos, como Vélez Sarsfield, Huracán e Independiente. Una de las grandes victorias se dio el domingo 18 de agosto de 1974 por la 5.ª fecha; el Negro vencía por 2 a 0 a San Martín de Mendoza, quien llegaba puntero e invicto. Los goles Albinegros fueron obra de Palavecino y Lugo, dirigió L. Pestarino, y se vendieron 5.143 entradas. Los chaqueños por su parte, venían de caer en Tucumán ante Atlético. 
Otro hecho de relevancia se dio en el Nacional 1979 donde se derrota a San Lorenzo 1-0. Eran esos los años donde atajaba Claudio Natalicio Dávalos, en la defensa estaba Eduardo Escobar, Oscar Curbetti, Coca Benítez y Roberto Franco, en el medio Mansilla, Cáceres y Vargas, y arriba Manuel David Machuca, López y Saucedo o Pablo Sierra. Se anunciaba por los parlantes que "se le iba a dar un pantalón Delvill al que metiera el primer gol de Forever"; Machuca se llenó de pantalones en esos años.

### Debut en el Nacional B 1986
El sábado 19 de julio de 1986, iniciaba el primer campeonato Nacional "B", donde Chaco For Ever enfrentaba al Deportivo Mandiyú, en el clásico litoraleño, aunque inicialmente el juez A. Pérez tuvo que suspender el cotejo por la intensa lluvia caída y por eso se jugó finalmente al día siguiente, en un campo pesado, logrando la mayor recaudación de la fecha (al igual que los 2 próximos partidos jugados de local ante Gimnasia de Jujuy y Central Córdoba de Santiago del Estero, donde inclusive se recaudó más que algunos partidos de Primera División) demostrando el caudal de gente que llevaba el Albinegro. Tras un primer tiempo, arduamente disputado, Gargini abria el marcador a los 5 minutos del segundo tiempo,10 minutos después, Ramos igualaba el marcador que no se movería hasta el final. En la visita jugaron entre otros, O. Manis, A. Urbina, D. Cáceres, V. Pua, W. Altamirano, P. Quiroga y E. Chacon, dirigidos por Juan Manuel Guerra, mientras que el Negro presentó a: Superman N. Merlo, Patan H. Parrado, Paraguayo R. Fiorio, Coca J. Benítez, Carpincho M. Esquivel, Chancha C. Carril, Flaco R. Fornés, Negro M. Cáceres (Cabezón J. Arguello) Uruguayo L. Shell (Pepo A. Fernández) Beto R. Gargini, Gringo H. Noremberg. DT: Osvaldo Diez.
El domingo 31 de julio de 1988, Chaco For Ever  caía derrotado por 0-2 en su estadio ante San Martín de Tucumán por el partido de vuelta del final del octogonal del Nacional “B” 1987/88 que otorgaba el 2° ascenso al círculo superior. En el partido de ida también venció el Santo por 1-0, sin embargo el Negro se tomaría revancha al torneo siguiente donde se consagraría campeón. Los tucumanos lograron un hecho sin precedentes al llegar desde el torneo del interior a Primera “A”, en la visita jugaron entre otros, A. Juárez, Dante Unali, H. Chazarreta, J. Noriega, J. Giménez, R. Troitiño, J. López dirigidos por P. Chabay. El Albinegro formó con: Superman N. Merlo, Patán H. Parrado, Oso F. Di Marco, Nene J. Alarcón (Rosarino F. Roldán) Coca J. Benítez, R. Marioni, Loro C. Freyre, José Barrella, F. Moro, Beto R. Gargini (Pinino D. Cravero) Gringo H. Noremberg. DT: Rodolfo Motta.

### Campeón del Nacional B 1989
Luego de una final perdida el año anterior, llegaba la gran coronación Albinegra que se dio la tarde del sábado 27 de mayo de 1989, por la última fecha del Torneo Nacional “B” 1988-89, tras algunas temporadas en el Nacional B, Chaco For Ever se consagró campeón de dicho torneo al derrotar de local en la última fecha al Club Atlético Lanús por 1 a 0. Lanús lideraba el torneo con 1 punto de ventaja sobre For Ever, por lo que este marcador alteró el primer lugar en la última fecha del torneo.
El domingo 28 de agosto de 1988, por la 3ª fecha del Torneo Nacional “B” ciclo 1988/89, en el Gigante de la avenida, Chaco For Ever debutaba (fueron postergadas las 2 primeras fechas porque término de jugar el torneo anterior 12 días antes del comienzo de este campeonato) empatando en 2 tanto ante Estación Quequén de Necochea, el Albinegro ganaba por 2-0 con goles de Oyola a los 22 y Sosa a los 31, sin embargo en la segunda parte la visita lo empardo, sería el comienzo que terminaría en la Gloria del ascenso.
El 10 de abril de 1989, por la 35ª jornada del campeonato Nacional "B", en Pergamino vencia por 2-1 a Douglas, con sendas conquistas del estupendo goleador Hugo Noremberg. Lanús (48 puntos) que goleo a Banfield, mantenía los 4 puntos de ventaja con el Albinegro (44) quedaban relegados, Colón (41) que igualó con Unión y Alt. Brown (41) quedo cayo ante Los Andes, a falta de 14 puntos por jugarse, parecía imposible la hazaña
El camino al ascenso a primera tuvo muchos escollos difíciles, uno de ellos fue el sábado 6 de mayo de 1989, por la 39.ª fecha del Torneo Nacional “B” 88/89, Chaco For Ever le empataba de visitante a Atlético Tucumán en 1, con gol de Noremberg, en el decano jugaron entre otros M. Morales, M. Jerez, C. Scime, Raúl Aredes, L. Reartez, y P. Olalla dirigidos por J. Montes, fue heroico lo del Albinegro ya que el juez Juan Carlos Crespi expulsó a 4 jugadores del equipo chaqueño, un polémico arbitraje y a falta de solo 3 fechas para el final del torneo el Negro se quedaba sin 4 jugadores claves (igualmente la siguiente fecha pudieron jugar Di Marco y Daniel Sperandío ya que en esa época algunas expulsiones no eran sancionadas con fechas de suspensión, sino solo eran "amonestados" todo dependía del “peso” que tenía cada club) el Albinegro venía de empatar con Belgrano de local y esa tarde formó con: Indio J. Aguilera, Profe R. Valdez, Oso F. Di Marco (exp.) Loro C. Freyre, Patán H. Parrado, D. Sperandío (exp.) Daniel Cravero (exp.) Chato C. Rosas (Cabezón J. Arguello) Chiche L. Sosa (exp.) Pelado J. Sotelo (Nene J. Alarcón) Gringo H. Noremberg. Dt: O. Palavecino.
Previamente For Ever superó una fase muy irregular, en la que llegó a estar en los últimos lugares. No obstante, tras vencer a Lanús de visitante en la fecha 19 comenzó a acercarse a la cima del campeonato. El último partido se definió el 27 de mayo de 1989 en Resistencia, con un gol de penal de Felipe Di Marco a los 10 minutos del segundo tiempo.

### Temporadas en Primera División
El club permaneció formalmente por dos temporadas en primera, en 1989/1990 y 1990/1991. En la temporada de 1989/90 fue la más exitosa en toda su historia, ya que terminaron en el puesto 17.º, y ganaron el partido de desempate contra Racing de Córdoba, por 5 a 0 para conservar su lugar en Primera. Los más destacados esa tarde, en la cancha de Boca, fueron Pedrito Salaberry y sobre todo el negro Scatolaro, que "se filtraron como una saeta" (como diría Edmundo Duncan Molina) todas las veces que quisieron.
Sin lugar a dudas uno de los partidos más recordados de la gloriosa historia Forevista, es el que se jugó el viernes 25 de mayo del 90, donde se designó una cancha neutral para definir mediante un partido desempate el 2° descenso al Nacional "B", la designada fue la de Boca Juniors (que ese día cumplía 50 años de su inauguración) con un Instituto ya descendido, Chaco For Ever y Racing de Córdoba., terminaron el torneo con el mismo promedio y debieron batallar para continuar en la máxima categoría, luego del pitazo inicial del juez Juan Bava, los primeros minutos fueron de gran nerviosismo, a los 19 del primer tiempo llegó la apertura del marcador a través de un gran remate de Ortola, la tranquilidad chaqueña llegó al comienzo del segundo tiempo cuando Scatolaro amplio la diferencia, a falta de 15 para el final Scatolaro nuevamente se hizo presente en el marcador, luego Salaberry estiraba diferencias y cerrando un gran tarde nuevamente Scatolaro marcaba el tercero en su cuenta personal y sentenciaba el 5-0 final, el Albinegro mantenía la categoría con una sobresaliente actuación..
También tuvo como partidos destacados de esa temporada se encuentran las victorias a Ferrocarril Oeste 1-0, a Estudiantes de La Plata 3-1, a San Lorenzo 2-1, a Newell's Old Boys 3-1 y a Racing 1-0.
En la siguiente temporada, la Primera División fue dividida en dos torneos, el Apertura y el Clausura. Chaco For Ever terminó en el puesto 16º en el Apertura y 19º en el Clausura, descendiendo, ya que su promedio en los torneos fue de solo 0,789 puntos. Como partidos destacados en esa temporada, le ganó a Lanús 3-1, a Talleres (Cba.) 2-0, a Vélez Sarsfield 2-1 y a Argentinos Jrs 1-0.

### Regreso a los torneos de ascenso
En 1994 descendió al Torneo Argentino A tras el desastre ocasionado por la empresa Sol de América S.A., Chaco For Ever tuvo que poner mayoría de jugadores jóvenes del club mezclados con los pocos experimentados que se quedaron, para intentar salvar la plaza, estuvieron cerca de lograrlo, ya que llegaron a la última fecha del Torneo Nacional “B” 93/94, un punto debajo de Talleres de Remedios de Escalada (que enfrentaba a Arsenal de Sarandi), el sábado 25 junio del 94, el Albinegro le ganó a Colón.
En la temporada 1995/1996 se proclamó campeón del Argentino A, volviendo al Nacional B. En 1995 solicitó a la justicia su propio Concurso de Acreedores, en un intento de superar sus dificultades económicas; sin embargo, al no poder afrontar las cuotas del acuerdo pactado, en abril de 1998 se decretó su quiebra, coincidiendo con el descenso del Nacional B, llevando la crisis institucional a un punto extremo, de la que recién logró salir en el año 2010.  En 1998 volvió a descender pero pasó directamente a la Liga Chaqueña de Fútbol.
Desde 2001 hasta 2013, jugó en el Argentino B, a excepción de la temporada 2002/2003, en la que solo participó de la liga local.
A mediados del año 2013, retornó al Argentino A tras una épica definición por penales ante Juventud Unida de Gualeguaychú, en la cual se impuso por tres tantos contra cero luego de haber empatado 1-1 en el global, con dos grandes atajadas del arquero Panero, retornando a la categoría luego de 13 años.
El 5 de diciembre de 2021 logró el ascenso a la segunda categoría del fútbol argentino: Primera B Nacional después de 23 años, venciendo a Gimnasia y Tiro por 1-0. Con gol de Emanuel Díaz, en el Estadio de Mitre de la ciudad de Santiago del Estero.
El 15 de marzo de 2022 venció a Arsenal de Sarandí por penales, luego de empatar sin goles en los noventa minutos. El conjunto albinegro se presentó al encuentro con un equipo alternativo, por decisión del DT Daniel Cravero que quería resguardar al equipo titular para enfrentarse a Belgrano de Córdoba por el Torneo Nacional. El arquero Joaquín Mattalia se convirtió en el héroe (atajó tres penales) se llevó la tanda por 5-4 y festejó con justicia el partido. Pasando por primera vez en su historia a los 16avos de final de la Copa Argentina. En la Primera Nacional 2022, Chaco For Ever cumplió una destacada campaña llegando al 10.º puesto del campeonato, donde su campaña superó ampliamente las expectativas, obteniendo un triunfo destacado, quizás el más sobresaliente del año, frente a Belgrano de Córdoba por 3-1 el 19 de marzo, por la 6.ª fecha; llegó al reducido por el segundo ascenso, donde fue eliminado por Estudiantes de Buenos Aires por 3-0.

## Uniforme
- Uniforme titular: camiseta negra con rayas blancas, pantalón negro, medias negras.
- Uniforme alternativo: camiseta blanca, pantalón blanco, medias blancas.
- Uniforme tercero: camiseta negro, pantalón negro, medias negras.

| Titular | Alternativo | Tercero |  |

### Indumentaria y patrocinador
| Período   | Proveedor    |
| --------- | ------------ |
| 1980–1987 | Uribarri     |
| 1987–1989 | Nanque       |
| 1989–1993 | Adidas       |
| 1993–1994 | Taiyo        |
| 1994–1996 | Sportlandia  |
| 1996      | Olan         |
| 1997      | Team Foot    |
| 1997–1998 | Taiyo        |
| 1998–1999 | Sport 2000   |
| 1999–2001 | Futbol Manía |
| 2001–2006 | Alfest Sport |
| 2006–2008 | Reusch       |
| 2008–2021 | Sport 2000   |
| 2021–     | Coach        |

| Período   | Proveedor                                       |
| --------- | ----------------------------------------------- |
| 1980–1990 | Lotería Chaqueña                                |
| 1990–1991 | Rosamonte                                       |
| 1991–1992 | Efete                                           |
| 1992–1994 | Financiera del Norte                            |
| 1994–1996 | Motos Da Dalt                                   |
| 1996–1997 | Gaseosas Cabalgata                              |
| 1997–1998 | Lotería Chaqueña                                |
| 1998–1999 | Financiera del Norte                            |
| 1999–2000 | Gaseosas Cabalgata                              |
| 2001–2006 | Carlos Bisordi Deportes                         |
| 2006–2011 | Cetrogar                                        |
| 2011–2016 | Lotería Chaqueña/Sameep                         |
| 2016-2017 | Lotería Chaqueña/Cetrogar                       |
| 2017–2021 | Lotería Chaqueña/Familia Bercomat               |
| 2021–2022 | Lotería Chaqueña                                |
| 2023      | Lotería Chaqueña/Nuevo Banco del Chaco          |
| 2024      | Lotería Chaqueña/Rapicuotas                     |
| 2025-     | Lotería Chaqueña/Nuevo Banco del Chaco/Cetrogar |

## Jugadores

### Plantel 2025
- Actualizado el 11 de junio de 2025

- Los equipos argentinos están limitados a tener un cupo máximo de seis jugadores extranjeros, aunque solo cinco podrán firmar la planilla del partido

#### Altas
| Invierno            |                |                              |          |
| Jorge Zules Caicedo | Defensa        | Coatepeque FC                | Libre    |
| Juan Cruz Cerrudo   | Delantero      | Rosario Central              | Préstamo |
| Verano              |                |                              |          |
| Nicolás Caprio      | Guardameta     | Olimpo de Bahía Blanca       | Libre    |
| Gino Barbieri       | Defensa        | Belgrano de Córdoba          | Libre    |
| Ramiro Fernández    | Defensa        | River Plate                  | Libre    |
| Jonathan Fleita     | Defensa        | Olimpo de Bahía Blanca       | Libre    |
| Alan Luque          | Defensa        | Sportivo Las Parejas         | Libre    |
| Mauricio Rosales    | Defensa        | Atlanta                      | Libre    |
| Juan Manuel Carrizo | Centrocampista | Central Norte de Salta       | Libre    |
| Matías Ferrari      | Centrocampista | Mitre de Santiago del Estero | Libre    |
| Brian Guerra        | Centrocampista | Defensores Unidos            | Libre    |
| Joaquín Jara        | Centrocampista | Santamarina de Tandil        | Libre    |
| Leonardo Marinucci  | Centrocampista | Atlanta                      | Libre    |
| Joaquín Mateo       | Centrocampista | Gimnasia y Esgrima de Jujuy  | Libre    |
| Robertino Seratto   | Centrocampista | Douglas Haig de Pergamino    | Préstamo |
| Santiago Úbeda      | Centrocampista | Kalamata                     | Libre    |
| Braulio Zanello     | Centrocampista | Sport Club Cañadense         | Libre    |
| Mateo Díaz Chaves   | Delantero      | Argentinos Juniors           | Préstamo |
| Lucas Rebecchi      | Delantero      | Alvarado de Mar del Plata    | Libre    |
| Matías Romero       | Delantero      | Deportivo Morón              | Libre    |
| Agustín Zabaleta    | Delantero      | Central Córdoba (SdE)        | Libre    |

#### Bajas
| Invierno            |                |                                |                       |
| Marcos Giménez      | Centrocampista | Brown de Puerto Madryn         | Rescisión de contrato |
| Lucas Rebecchi      | Delantero      | Argentino de Quilmes           | Rescisión de contrato |
| Verano              |                |                                |                       |
| Agustín Bellone     | Defensa        | Los Andes                      | Rescisión de contrato |
| Leonel Gigli        | Defensa        | Midland                        | Rescisión de contrato |
| Luciano Lapetina    | Defensa        | Ciudad de Bolívar              | Rescisión de contrato |
| Milton Leyendeker   | Defensa        | Agropecuario de Carlos Casares | Fin del préstamo      |
| Lucio Pérez         | Defensa        | Atenas de Río Cuarto           | Fin de contrato       |
| Enzo Tamborelli     | Defensa        | Talleres (RdE)                 | Rescisión de contrato |
| Daniel González     | Centrocampista | Agente libre                   | Rescisión de contrato |
| Javier Iritier      | Centrocampista | San Telmo                      | Rescisión de contrato |
| Gonzalo Lucero      | Centrocampista | Cipolletti de Río Negro        | Rescisión de contrato |
| Brian Nievas        | Centrocampista | Patronato de Paraná            | Fin del préstamo      |
| Alan Ortiz          | Centrocampista | Deportivo Maipú                | Fin del préstamo      |
| Luciano Paz         | Centrocampista | Agente libre                   | Rescisión de contrato |
| Rodrigo Vélez       | Centrocampista | Defensores Unidos              | Rescisión de contrato |
| Jonathan Dellarossa | Delantero      | Instituto de Córdoba           | Fin del préstamo      |
| Gastón Novero       | Delantero      | San Luis de Quillota           | Rescisión de contrato |
| Cristian Núñez      | Delantero      | Huracán                        | Fin del préstamo      |
| Kevin Osorio        | Delantero      | Agente libre                   | Rescisión de contrato |
| Máximo Pereira      | Delantero      | Atlético Tucumán               | Fin del préstamo      |

#### Cesiones
| Jugador | Posición | Destino | Fin del préstamo |
| ------- | -------- | ------- | ---------------- |
| -       | -        | -       | -                |

### Jugadores destacados
- Adrián Giampietri
- Miguel Ángel Ortola
- José Luis Cuciuffo
- Luis Scatolaro
- Pedro Massacessi
- José Luis Leonardo Forlin
- Juan Antonio Alarcón
- Alfredo "Pepo" Fernández
- Miguel Alfredo Jerez
- Marcelo Romero
- Diego Magno
- Santiago Ojeda
- Víctor Nazareno Godoy
- Edgardo Argentino García
- Roberto Gustavo Marioni
- Agustin Marin tryman
- Waldemar Santos Oliveira
- Franco Chávez El pibe

### Ídolos del club
- Ciro Pascuet El Garrafa
- Santiago Ojeda
- Néstor José Merlo
- Oscar Ángel Palavecino
- Daniel Cravero
- Rojas Ángel El calavera
- Hugo Mario Noremberg
- Córdoba Pablo el tanque
- Aldo Visconti
- Jorge Benítez
- Mario Edmundo Fernández
- Leonardo “Mingo” Rotger
- Oscar Palavecino
- Pedro Sallaberry

## Estadio
El Juan Alberto García está localizado en Avenida 9 de julio de 2222, ciudad de Resistencia. Tiene capacidad para 25.000 personas. 

El Estadio recibe el nombre debido a que Juan Alberto García -dueño de una gran empresa constructora- fue el propulsor y constructor del mismo. También se lo conoce como "El Gigante de la Avenida" por su ubicación sobre la 9 de Julio.
https://www.diarionorte.com/content/bucket/9/284719.jpg https://www.entretiempo.info/vista/fotos/14926-1908.jpg

## Palmarés
| Torneos Nacionales              | Torneos Nacionales | Torneos Nacionales | Torneos Nacionales |
| Competición                     | Títulos | Subcampeonatos     | Ascensos           |
| Segunda División                | Segunda División | Segunda División   |                    |
| ------------------------------- | --- | ------------------ | ------------------ |
| B Nacional (1)                  | 1988-89 |                    |                    |
| Torneo Regional* (6)            | 1967, 1973, 1974, 1979, 1980, 1983 |                    |                    |
| Tercera División                | |                    |                    |
| Argentino A / Federal A (0/0/2) | |                    | 1995-96, 2021      |
| Cuarta División                 | |                    |                    |
| Argentino B (1)                 | 2012-13 |                    |                    |
| Torneos Regionales              | |                    |                    |
| Competición                     | Títulos | Subcampeonatos     | Subcampeonatos     |
| Liga Chaqueña de Fútbol (33)    | 1926, 1927, 1928, 1929, 1930, 1931, 1932, 1935, 1948, 1949, 1950, 1951, 1962, 1966, 1968, 1971, 1976, 1978, 1979, 1981, 1983, 1984, 1985, Apertura 2000, Oficial 2000, Apertura 2001, Apertura 2002, Oficial 2002, Apertura 2003, Oficial 2003, Apertura 2004, Clausura 2004, Oficial 2004 | Se desconoce.      | Se desconoce.      |

* : No otorga título de campeón

## Datos del club
- Temporadas en Primera División: 8
  - Torneo Nacional: 6 (1967, 1973, 1974, 1979, 1980, 1983)
  - Campeonato de Primera División: 2 (1989-90, 1990-91)
    - Mejor ubicación en Primera División: 12.° (1973)
    - Peor ubicación en Primera División: 20.° (1990/91)
    - Ubicación en la tabla histórica de Primera División: 48.°
- Temporadas en Segunda División: 11
  - Nacional B: 11 (1986/87 - 1988/89, 1991/92 - 1993/94, 1996/97 - 1997/98, 2022 - 2024)
    - Mejor ubicación en Segunda División: 1.° (1988/89)
    - Peor ubicación en Segunda División: 22.° (1993/94)
    - Ubicación en la tabla histórica de Primera B Nacional: 35.°
- Temporadas en Tercera División: 13
  - Torneo Argentino A: 2 (1995/96, 2013/14)
  - Torneo Federal A: 11 (2014 - 2021)
    - Mejor ubicación en Tercera División: 1.° Reducido (2021)
    - Peor ubicación en Tercera División: Primera Fase (2016)
    - Ubicación en la tabla histórica de Tercera División: 18.°
- Temporadas en Cuarta División: 12
  - Torneo Argentino B: 12 (2001-02, 2003/04 - 2012-13)
    - Mejor ubicación en Cuarta División: 1.° (2012/13)
    - Peor ubicación en Cuarta División: 5.° Zona H (2008/09)
- Participaciones en Copas Nacionales: 10
  - Copa Argentina: 10 (2011-12 - 2014-15, 2016-17 - 2023)
    - Mejor ubicación en Copa Argentina: 1/4 Final (2023)
    - Peor ubicación en Copa Argentina: Primera Fase (2011/12, 2012/13, 2017/18)

## Rivalidades

### Clásico chaqueño
Es el duelo que enfrenta a los dos equipos más antiguos y convocantes de la Ciudad de Resistencia y la Provincia del Chaco en sí: Chaco For Ever y Sarmiento. Ambos clubes fueron los primeros en ser fundados en la Provincia del Chaco, con la particularidad de que su convocatoria no sólo se limita a la Ciudad de Resistencia, sino que también tienen simpatizantes en el Interior de la provincia. Por tal motivo, al duelo se lo conoce con la connotación de Chaqueño, pese a tratarse de dos equipos de la Ciudad de Resistencia. Esto se refuerza teniendo en cuenta las participaciones de los dos equipos en campeonatos nacionales de fútbol, teniendo For Ever múltiples participaciones en Primera División Argentina, mientras que Sarmiento tuvo la suya al disputar el Torneo Nacional 1977.
La rivalidad surgió desde los albores mismos de ambas instituciones, ya que si bien Sarmiento fue el primer club fundado en la provincia el 24 de septiembre de 1910, una división en su dirigencia provocó que el 27 de julio de 1913 surja el Club Atlético Chaco For Ever. A partir de allí, ambos equipos comenzaron a sumar adeptos tanto en Resistencia como en el interior del Chaco, alimentando una de las rivalidades más populares del interior argentino.
A nivel nacional, si bien ambas instituciones participaron en los antiguos Regionales y Torneos del Interior, recién en el año 2004 y con la reformulación del desaparecido Torneo Argentino B (hoy Torneo Regional Federal Amateur) comenzaron a tener cruces en las divisiones del ascenso argentino. En este sentido, Sarmiento y For Ever tuvieron sus principales cruces en los torneos Argentino B, Federal A y Copa Argentina. Actualmente, la rivalidad sólo se circunscribe al ámbito de los torneos de la Liga Chaqueña de Fútbol, debido al ascenso de For Ever a la Primera Nacional en 2021 y la permanencia de Sarmiento en el Federal A.
Con relación a sus enfrentamientos en torneos nacionales, entre Argentino B, Federal A y Copa Argentina, hasta el año 2021 se enfrentaron en 50 oportunidades, con una leve ventaja a favor de For Ever con 15 triunfos, frente a 14 victorias de Sarmiento y 21 empates. Se destaca que en uno de estos empates, ocurrido en la edición 2012 de la Copa Argentina, el partido fue definido con tiros desde el punto penal, resultando ganador Sarmiento que de esta forma, eliminó por primera vez a su clásico rival en este torneo, pasando a la siguiente fase, siendo hasta 2023 la única vez que los pases de ronda entre ambos clubes se definieron con esta alternativa.
| Historial del Clásico Chaqueño a Nivel Nacional | Historial del Clásico Chaqueño a Nivel Nacional | Historial del Clásico Chaqueño a Nivel Nacional | Historial del Clásico Chaqueño a Nivel Nacional | Historial del Clásico Chaqueño a Nivel Nacional | Historial del Clásico Chaqueño a Nivel Nacional | Historial del Clásico Chaqueño a Nivel Nacional | Historial del Clásico Chaqueño a Nivel Nacional |
| Torneos                                         | PJ                                              | Ganó SR                                         | PE                                              | Ganó FE                                         | Goles SR                                        | Goles FE                                        | Ref.                                            |
| ----------------------------------------------- | ----------------------------------------------- | ----------------------------------------------- | ----------------------------------------------- | ----------------------------------------------- | ----------------------------------------------- | ----------------------------------------------- | ----------------------------------------------- |
| Torneo Argentino B                              | 18                                              | 3                                               | 7                                               | 8                                               | 16                                              | 24                                              | [ 6 ]                                           |
| Torneo Federal A                                | 22                                              | 8                                               | 10                                              | 4                                               | 23                                              | 17                                              | [ 6 ]                                           |
| Copa Argentina                                  | 10                                              | 3                                               | 4                                               | 3                                               | 8                                               | 9                                               | [ 6 ]                                           |
| Totales:                                        | 50                                              | 14                                              | 21                                              | 15                                              | 47                                              | 50                                              | [ 6 ]                                           |

### Clásico For Ever-Alvear
Los enfrentamientos entre Chaco For Ever y el Club Atlético Villa Alvear, son considerados clásicos de alto riesgo, ya que cada partido lleva aparejados enfrentamientos entre las parcialidades, considerando a este duelo como de máximo riesgo por las fuerzas de seguridad, al punto de desplegarse amplios operativos, cada vez que una parcialidad visita el estadio de la otra.
La rivalidad entre ambas instituciones comenzó a florecer, cuando luego de la final del Torneo Selectivo de 1985, Alvear le ganó la final a For Ever obteniendo la clasificación para el Torneo Regional 1985, dejando al Negro con las manos vacías. Pese a ello, durante las actuaciones de For Ever en la Primera División Argentina, ambas parcialidades acordaron un pacto de no agresión, por lo que era común ver a simpatizantes de Alvear compartiendo tribuna con los de For Ever (esta situación a su vez, provocó que se acentúe la rivalidad entre Alvear y Sarmiento). Sin embargo, dicha alianza se terminó rompiendo tras un partido entre For Ever y Boca Juniors de Buenos Aires en La Bombonera. La situación se descontroló, cuando miembros de la barra de Boca ingresaron a la tribuna visitante, provocando que los simpatizantes de For Ever se retiren, dejando solos a los de Alvear. Esta situación provocó que Alvear rompa el pacto de no agresión y a su vez, permitió el acercamiento de los "azules" con la hinchada de Mandiyú de Corrientes, terminando de poner a For Ever y Alvear en veredas irreconciliablemente opuestas.

### Clásico del Litoral
Se conoce como Clásico del Litoral a una tetralogía de partidos que enfrentan a los clubes más populares de la Provincia del Chaco (Chaco For Ever y Sarmiento de Resistencia), con los más populares de la Provincia de Corrientes (Mandiyú y Boca Unidos). El desarrollo de un partido que involucre a cualquiera de estos equipos, tanto de una como de otra provincia, es considerado un verdadero clásico a nivel nacional, ya que han tenido encuentros en categorías de nivel nacional. En el caso particular de Chaco For Ever, su encono principal es con el Club Deportivo Mandiyú, entidad de la Ciudad de Corrientes Provincia homónima, con el cual tuvo importantes encuentros a nivel nacional, llegando a disputar partidos en la Primera División de Argentina, por tal motivo, este partido es considerado como el Clásico del Litoral histórico. Al mismo tiempo, los encuentros entre albos y negros son considerados de máximo riesgo a la hora de enfrentamientos entre hinchadas, desplegándose importantes operativos policiales cada vez que una de las parcialidades tiene que cruzar el Puente General Manuel Belgrano para enfrentar al otro. Esta rivalidad a su vez, se da en el contexto de una vieja rivalidad folklórica entre las sociedades correntina y chaqueña.

### Clásico del Litoral moderno
Dentro del contexto de duelos entre equipos correntinos y chaqueños citados en el apartado anterior, el enfrentamiento entre For Ever y Boca Unidos de Corrientes, es una de las rivalidades más modernas dentro de este contexto, debido a que la principal rivalidad correntina de For Ever es con Mandiyú, equipo con el que se enfrentó en las décadas de 1980 y 1990 en las principales categorías nacionales, llegando a enfrentarse en Primera División, mientras que la principal rivalidad chaqueña de Boca Unidos es con Sarmiento, con quien llevan enfrentamientos desde los Torneos Regionales de fines de los años 1980. Con relación a la rivalidad Boca Unidos-Chaco For Ever, los principales enfrentamientos tuvieron lugar en los torneos nacionales de ascenso, llamados Argentino B y Federal A, donde llegaron a enfrentarse en diez oportunidades en el Argentino B y siete en el Federal A. A 2022, el historial entre aurirrojos y negros se muestra favorable al elenco de la Ciudad de Resistencia, con ocho triunfos forevistas, cuatro triunfos boquenses y 5 empates.
| Historial Boca Unidos-Chaco For Ever | Historial Boca Unidos-Chaco For Ever | Historial Boca Unidos-Chaco For Ever | Historial Boca Unidos-Chaco For Ever | Historial Boca Unidos-Chaco For Ever | Historial Boca Unidos-Chaco For Ever | Historial Boca Unidos-Chaco For Ever | Historial Boca Unidos-Chaco For Ever |
| Torneos                              | PJ                                   | Ganó FE                              | PE                                   | Ganó BU                              | Goles FE                             | Goles BU                             | Ref.                                 |
| ------------------------------------ | ------------------------------------ | ------------------------------------ | ------------------------------------ | ------------------------------------ | ------------------------------------ | ------------------------------------ | ------------------------------------ |
| Torneo Argentino B                   | 10                                   | 5                                    | 2                                    | 3                                    | 9                                    | 10                                   | [ 16 ]                               |
| Torneo Federal A                     | 7                                    | 3                                    | 3                                    | 1                                    | 9                                    | 7                                    | [ 17 ]                               |
| Totales                              | 17                                   | 8                                    | 5                                    | 4                                    | 18                                   | 17                                   |                                      |

### Otros Rivales
- Don Orione Atletic Club: Con Don Orione Atletic Club, For Ever mantiene una rivalidad que se da en el contexto de la Liga Chaqueña de Fútbol. El motivo de la misma es que, debido a que es el único club representativo de la ciudad de Barranqueras, Don Orione le plantea rivalidad a los clubes más representativos de Resistencia, teniendo en For Ever a su máximo rival, debido a la cercanía física. Sin embargo, el clásico rival de Don Orione es el Club Atlético Defensores de Vilelas, club que comparte con Don Orione la particularidad de ser el único de su ciudad, siendo esta, Puerto Vilelas.

- Club Atlético Unión: Con esta institución existe enemistad, debido a una antigua simpatía entre Chaco For Ever y el Club Atlético Colón, rival histórico del tatengue.[18] Esta enemistad surgió tras un partido jugado en la Ciudad de Resistencia, en 1993, donde si bien los que se enfrentaron fueron For Ever y Colón, la hospitalidad brindada por los chaqueños y la buena convivencia con la parcialidad del sabalero, terminaron sellando la amistad de For Ever con Colón y generando el disgusto por parte de los simpatizantes de Unión.
- Club Sportivo Patria: Rivalidad cimentada en el ámbito nacional, a raíz de los cruces de ambos equipos en los torneos federales de ascenso, principalmente en las etapas regionales de los mismos.
- Club Deportivo Guaraní Antonio Franco: Rivalidad cimentada en el ámbito nacional, a raíz de los cruces de ambos equipos en los torneos federales de ascenso, principalmente en las etapas regionales de los mismos.